# إيفكتور اي في-55 أوت باك
إيفكتور اي في-55 أوت باك (بالإنجليزية: Evektor EV-55 Outback)‏ هي طائرة خطوط جوية للمناطق النائية، بمحركان ذات مراوح توربينية تم تصميمها وبناؤها من قبل إيفكتور-إيروتكنيك (بالإنجليزية: Evektor-Aerotechnik)‏ في جمهورية التشيك . كان أول طيران لها في 24 يونيو 2011. ومازالت في الخدمة حتى الآن.